# ابلا دو لا کونکا
ابلا دو لا کونکا (به اسپانیایی: Abella de la Conca) یک شهرستان در اسپانیا با جمعیت ۱۸۱ نفر است که در استان لریدا واقع شده‌است.